# Manapany Festival
Le Manapany Festival est un festival organisé tous les ans par l'association des 3 Peaks à l'île de La Réunion, dans le sud-ouest de l'océan Indien. Il a lieu autour de Manapany, sur le territoire de la commune de Saint-Joseph.
Appelé à l'origine Manapany Surf Festival ou Manapany Baie, et comprenant alors une compétition de surf, il est renommé en 2014 du fait de l'interdiction préfectorale de pratiquer des activités nautiques à la suite de plusieurs attaques de requins tout autour de l'île.

## Palmarès
- 2010
  - Bodyboard : Amaury Lavernhe
- 2011
  - Bodyboard : Amaury Lavernhe
  - Dropknee : Dave Hubbard
  - Surf : Cyril Vaissette